# RPG Maker MZ
RPG Maker MZ是一款角色扮演遊戲的製作工具，為RPG Maker MV的後繼版本。於2020年8月20日發售。

## 概要
本作由KADOKAWA子公司Gotcha Gotcha Games製作，在2020年6月首次揭露，是RPG製作大師系列於電腦平台推出的第12款作品，並僅提供官方數位版與Steam版，不再販售實體盒裝版。
基本操作方式與RPG Maker MV相似、並相容部分美術素材，但還包含了新功能和細節。雖然插件與前作一樣採用JavaScript語言，但兩者的插件無法完全相容。

## 評價
本作收到了褒貶不一的意見，批評者指出本作與RPG Maker MV過度相似，並未達到新作應有的水準、並無法相容前作使用的插件。支持者則認為新增的功能實用性強，如強化後的效果編輯與圖層系統等。